# Горно-Изворово
Горно-Изворово (болг. Горно Изворово) — село в Болгарии. Находится в Старозагорской области, входит в общину Казанлык. Население составляет 245 человек.

## Политическая ситуация
В местном кметстве Горно-Изворово, в состав которого входит Горно-Изворово, должность кмета (старосты) исполняет Костадин Цонев Петков (коалиция партий: Болгарский демократический союз «Радикалы», Христианско-социальный союз) по результатам выборов.
Кмет (мэр) общины Казанлык — Стефан Христов Дамянов (инициативный комитет) по результатам выборов.